# Cratera de Amelia Creek
A cratera de Amelia Creek  é uma estrutura impactada (ou astroblema), resultante da erosão da formação de uma cratera de impacto, localizada no Parque Nacional Davenport Murchison, no norte da Austrália.